# CSKA Moskva (herrlag i handboll)
CSKA Moskva (ryska: ЦСКА Москва), tidigare Spartak Moskva, är ett ryskt handbollslag från Moskva, bildat 2017. 2020 bytte laget namn från Spartak till CSKA, och blev därmed CSKA Moskvas representationslag i handboll på herrsidan.